# Pranab Mukhárdzsi
Pranab Kumár Mukhárdzsi (Mirati, 1935. december 11. – Új-Delhi, 2020. augusztus 31.) India tizenharmadik elnöke 2012. és 2017. július 25. között. Hat évtizedes politikai pályafutása során volt az Indiai Nemzeti Kongresszus vezetője és több alkalommal is tagja volt az Indiai Kormány tárcáinak. Mielőtt megválasztották volna, Mukhárdzsi az indiai kormányban volt pénzügyminiszter.

## Életútja
Pranab Kumar Mukhárdzsi egy bengáliai bráhmin családban született Miratiban, a bengáliai tartomány Birbhum kerületében (ma Nyugat-Bengália). Apja aktiv résztvevője volt az indiai függetlenségi mozgalomnak és tagja volt a Nyugat-bengáliai Törvényhozó Tanácsnak 1952–1964 között mint az Indiai Nemzeti Kongresszus képviselője, emellett az All India Congress Committee-nak is tagja volt. Anyját Rajlakshminak hivták.
A Suri Vidyasagar Főiskolába járt, majd a Kolkatai Egyetemre. MA diplomát szerzett politikai tudományban és történelemben és LL.B diplomát a Calcuttai Egyetem jogi szakán.
1963-ban politikatudományt kezdett tanítani a Vidjasagar Főiskolán és újságíróként is dolgozott a Desher Dak című újságnál.

### Politikusi pályafutása
Miután 1969-ben beválasztották a Rádzsja Szabhába, a Parlament felsőházába, már Indira Gandhi egyik legfontosabb szövetségese volt és később, 1973-ban miniszteri pozíciót töltött be a kabinetjében. 1975–1977 között az Internal Emergency idején megvádolták, hogy túlköltekezett. 1982-84 között pénzügyminiszteri pozíciót töltött be. 1980–1985 között a Rajya Sabha vezetője volt.
Mukhárdzsi idején a háttérbe szorult a kongresszusból Rajiv Gandhi, Indira fia elnöksége során. Mukerdzsi sokkal inkább magát tartotta Indira utódjának (akit 1984-ben meggyilkoltak), mint a tapasztalatlan Rajiv-ot. Az ezt követő hatalmi harcban azonban alulmaradt. 
Megalakította saját pártját, a Rastrija Szamadzsvadi Kongresszust, ami 1989-ben egybeolvadt a Kongresszussal, miután egyezségre jutott Rajiv Gandhival. 
Mukerdzsi politikai karrierje újraéledt, amikor PV Narasimho Rao kinevezte a Tervezési Bizottság vezetőjének 1991-ben és 1995-ben külügyminiszternek. Ezután a Kongresszus tagjaként kulcsfontosságú szerepet játszott abban, hogy Sonia Gandhi a párt elnöke legyen 1998-ban.
Amikor életbe lépett a United Progressive Alliance (UPA) 2004-ben, Mukerdzsi megválasztott helyet kapott a Lok Sabhá-ban, a Parlament alsóházában. Egészen 2012-ig, a lemondásáig ő volt a második számú miniszterelnök Manmohan Singh kormányában. Számos alkalommal kulcsfontosságú tárca elnöke volt – Honvédelem (2004-06), Nemzetközi Kapcsolatok (2005–2009), Pénzügyek (2009–2012) azon kívül, hogy számos Groups of Ministers (GoMs) elnöke és a ház vezetője a Lok Sabha-ban. 
2012 júliusában fölényes, 70%-os győzelmet aratott a választásokon P. A. Sangma ellen és miniszterelnök lett.

## Fordítás
- Ez a szócikk részben vagy egészben  a   Pranab Mukherjee című angol Wikipédia-szócikk fordításán alapul.  Az eredeti cikk szerkesztőit annak laptörténete sorolja fel. Ez a jelzés csupán a megfogalmazás eredetét és a szerzői jogokat jelzi, nem szolgál a cikkben szereplő információk forrásmegjelöléseként.